# Solscheid (Hausen)
Solscheid ist ein Wohnplatz in der Gemarkung von Bremscheid, einem Ortsteil der Ortsgemeinde Hausen (Wied) im Landkreis Neuwied in Rheinland-Pfalz. Der Ort gehört der Verbandsgemeinde Rengsdorf-Waldbreitbach an.

## Lage
Solscheid liegt im Naturpark Rhein-Westerwald, etwa 10 Kilometer Luftlinie nordnordwestlich von Neuwied und 32 Kilometer südwestlich von Bonn. Das Dorf liegt am Ende einer Sackgasse, einziger direkter Nachbarort ist Langscheid im Norden. Südlich von Solscheid fließt der Bremscheider Bach in den Nonnenbach, einen Zufluss der Wied.
Nach Solscheid führt die Kreisstraße 3. Die Landesstraßen 254 und 257 liegen drei Kilometer nördlich von Solscheid, die Landesstraße 255 liegt 2,5 Kilometer östlich des Ortes. Solscheid ist vom Forst Wied umgeben.

## Geschichte
Erstmals urkundlich erwähnt wurde Solscheid im Jahr 1456 als Siedlung des nahegelegenen Hofes Langscheid. Um 1750 lebten zwölf Familien in dem Dorf. Solscheid gehörte bis 1803 zu der Honnschaft Bremscheid in Kurköln und anschließend drei Jahre zum Fürstentum Wied-Runkel. Im Jahr 1806 kam das Dorf an das Herzogtum Nassau, wo Solscheid zum Amt Neuerburg im Regierungsbezirk Ehrenbreitstein gehörte. Durch die auf dem Wiener Kongress getroffenen Vereinbarungen wurde die Region um Solscheid im Jahr 1815 an das Königreich Preußen abgetreten. Der Ort gehörte dort zur Bürgermeisterei Neuerburg im Kreis Neuwied im Regierungsbezirk Koblenz. Dieser war ab 1822 Teil der Rheinprovinz.
1817 hatte Solscheid 85 Einwohner, 1843 waren es genau 100 Einwohner in 19 Häusern. 1968 schloss sich die Gemeinde Bremscheid, zu der Solscheid damals gehörte, der Verbandsgemeinde Waldbreitbach an. Am 1. Oktober 1971 wurde die Gemeinde Bremscheid in Hausen (Wied) umbenannt. Seit der Auflösung der Verbandsgemeinde Waldbreitbach am 1. Januar 2018 gehört Solscheid zur Verbandsgemeinde Rengsdorf-Waldbreitbach.